# 克拉普科維采

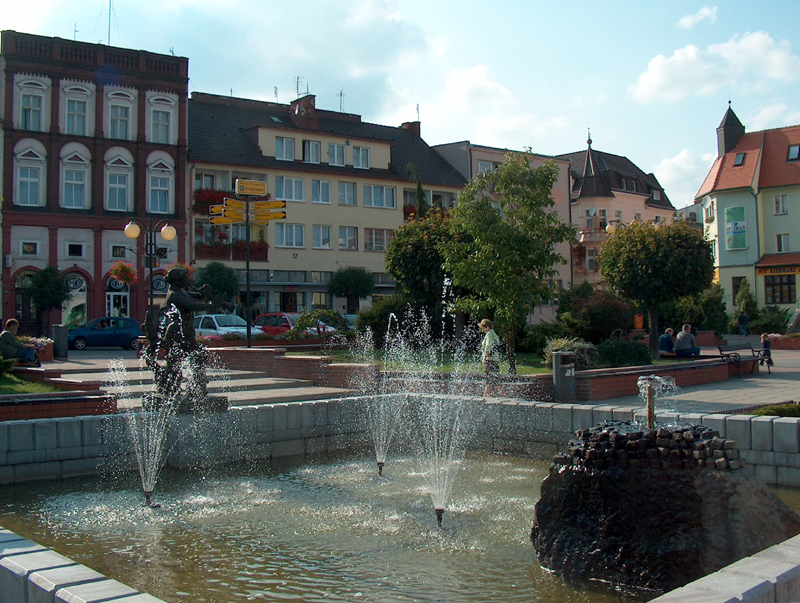

克拉普科維采（德语：Krappitz，克拉普兹）是波蘭的城鎮，位於該國南部奧得河畔，距離首府奧波萊約22公里，由奧波萊省負責管轄，面積20.91平方公里，海拔高度170米，2007年人口17,840。

## 外部連結
- Official town webpage （页面存档备份，存于）
- KRAPKOWICE.net - Portal of Krapkowice County （波兰語）
- KRAPKOWICE.NET.PL - Krapkowicki Weekly （波兰語）
- Jewish Community in Krapkowice on Virtual Shtetl

50°29′N 17°58′E / 50.483°N 17.967°E